# Wotan (Sumberejo)
Wotan is een bestuurslaag in het regentschap Bojonegoro van de provincie Oost-Java, Indonesië. Wotan telt 1655 inwoners (volkstelling 2010).